# 擒賊擒王
擒賊擒王（きんぞくきんおう）は、三十六計の第十八計。
『敵を虜にしたければ、その王を捕らえるべきである（そうなれば敵軍はただの賊と同じだ）』 
敵の主力を叩き、指揮官、中心人物を捕らえられれば、（末端の部隊といちいち交戦せずとも）敵を弱体化できるという、攻撃目標選択の妙と、効果判断の重要性を教える計略。
この語は、唐の詩人杜甫（とほ）の「前出塞（ぜんしゅつさい）」にある「射人先射馬　擒敵先擒王」（人を射んとすれば先ず馬を射よ、敵を擒えんとすれば先ず王を擒えよ）が出所である。
唐の玄宗はしきりに出兵し、各所での戦いも長引くことが多く、兵士も民衆も疲弊していた。それに対し「前出塞」は、敵の指揮官など要点を突けば消耗を少なくして目的を達成できる。そういった戦略戦術もなくいたずらに攻めるだけでは、敵味方の死傷者が多くなってしまう、という歌である。
自軍が攻め勝って優勢にあるときに、戦利品を奪うことに気を取られて、敵の精鋭部隊や首魁を始末することを忘れるなら、虎を自由にして山に帰すようなものである。敵軍の旗の位置ではなく、その動きを見て、敵の主将の位置を判断しなければならない、とされる。なお、本来の語は、「射人先射馬　擒敵先擒王」であり、将自身を捕らえずとも、その手足となっている副官級の人々を捕らえるという方式（射人先射馬）もあわせて示している。

## 事例
唐代、安禄山の乱の鎮圧軍の一将であった張巡は、まず敵の本陣にまっすぐに突撃して敵を混乱させ、五十人あまりの敵将、五千人あまりの敵兵を斬殺しまくったが、敵の主将尹子奇の顔が分からなかった。そこで張巡は、よもぎの幹で作った矢を打たせた。この矢に当たった敵兵が「張巡の軍は矢が尽きてよもぎを矢としている」と喜び勇んで尹子奇のもとに報告に駆けつけたところを、すかさず南霽雲が尹子奇の左目を射抜いた。重傷を負った尹子奇を捕らえようと張巡の兵は彼に向けて殺到する。尹子奇は堪えられずその場から敗走。敵軍は退却した。
他にも、斉の孫臏が魏との戦いでわざと逃走しているように装い、好機と見た魏の将軍龐煖が僅かな手勢だけで追撃してきたのを待ち伏せて殺害した事や、秦の商鞅が敵の将軍と旧知の仲だったため、「戦わず会って気持よく分かれよう」と誘って捕縛したことなどがある。これらにより指揮官を失った軍は混乱し蹴散らされることになっている。
逆に首魁を取り逃がしたが故に敗北を喫した例も多数あり、呉の伍子胥が楚の都を落としたものの楚王を捕らえられず後の再興を許したり、呉王夫差が越王勾践を捕らえても許し、後に復讐されたことなどがある。